# Верхнешипкинское сельское поселение
Верхнешипкинское се́льское поселе́ние — муниципальное образование в Заинском районе Татарстана Российской Федерации.
Административный центр — село Верхние Шипки.

## История
Статус и границы сельского поселения установлены Законом Республики Татарстан от 31 января 2005 года № 23-ЗРТ «Об установлении границ территорий и статусе муниципального образования "Заинский муниципальный район" и муниципальных образований в его составе».

## Население
| 2010  | 2011  | 2012  | 2013  | 2014  | 2015  | 2016  |
| ----- | ----- | ----- | ----- | ----- | ----- | ----- |
| 1243  | ↘1242 | ↘1206 | ↘1187 | ↘1168 | ↘1156 | ↘1140 |
| 2017  | 2018  |       |       |       |       |       |
| ↗1145 | ↘1113 |       |       |       |       |       |

## Состав сельского поселения
| № | Населённый пункт  | Тип населённого пункта       | Население |
| - | ----------------- | ---------------------------- | --------- |
| 1 | Верхние Шипки     | село, административный центр |           |
| 2 | Имянлебаш         | село                         |           |
| 3 | Кзыл-Юл           | посёлок                      |           |
| 4 | Малое Пальчиково  | деревня                      |           |
| 5 | Самарцево         | деревня                      |           |
| 6 | Старое Пальчиково | село                         |           |